# Magdalene Pauli

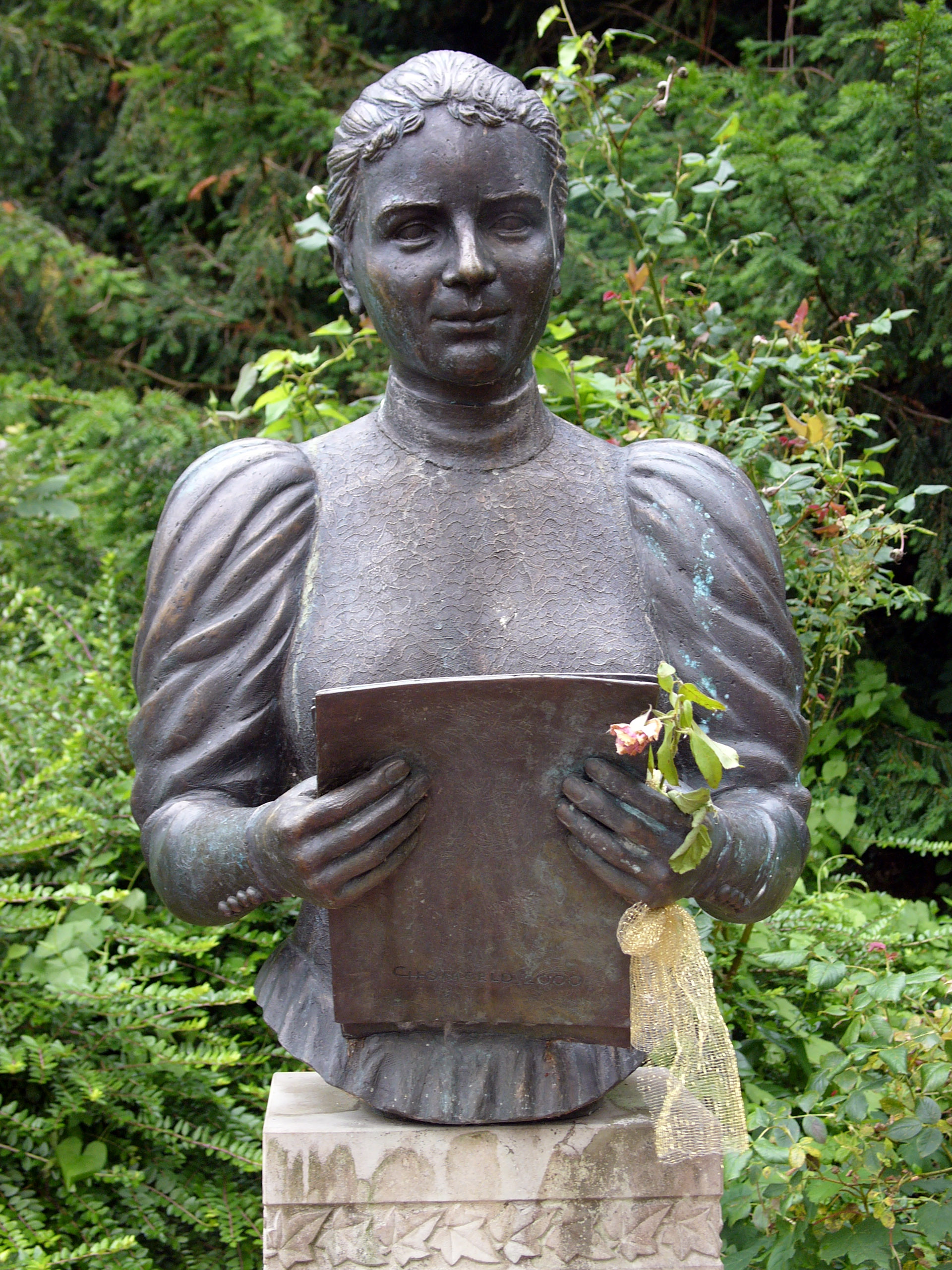
Denkmal im Knoops Park in Bremen-St. Magnus

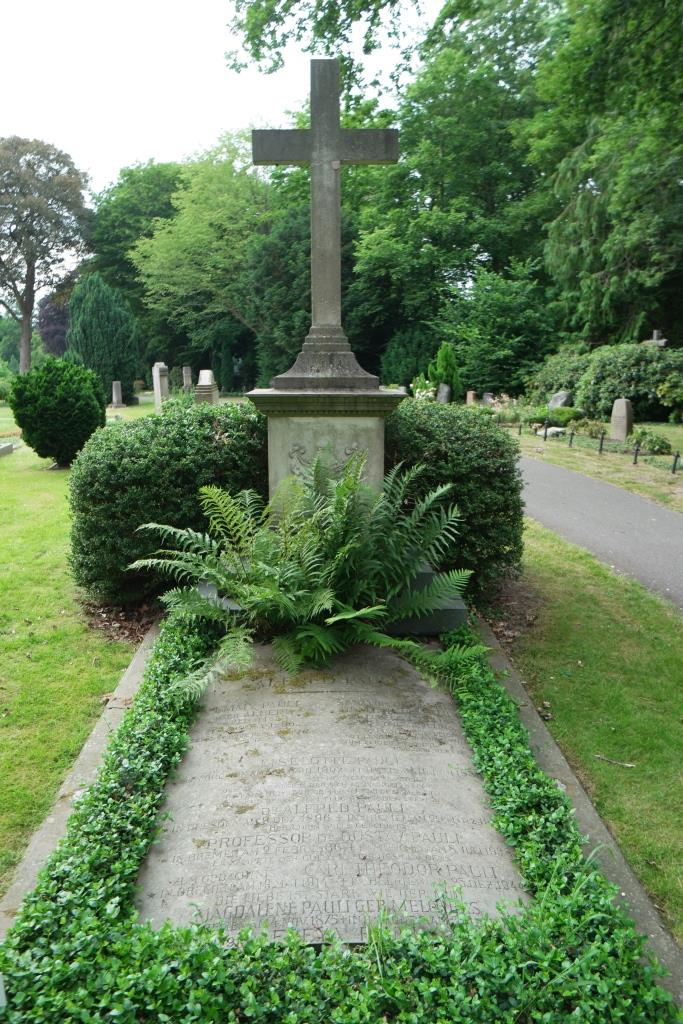
Grab von Magdalene Pauli auf dem Riensberger Friedhof

Magdalene (Matti) Carlotta Pauli, geb. Melchers, auch Vornamensschreibweisen Magdalena und Magda, (* 4. November 1875 in Bremen; † 5. August 1970 in Hamburg; als Pseudonym auch Marga Berck) war eine deutsche Schriftstellerin.

## Leben
Magda(lene) Pauli, Tochter des wohlhabenden Bremer Kaufmanns Karl Theodor Melchers (1839–1923) und seiner Frau Luise Adelgunde geb. Struve (1841–1921) aus Dresden, war ein gefühlvolles und musisch veranlagtes Mädchen. Sie wuchs in großbürgerlichen Verhältnissen auf und besuchte die private Mädchenschule von Betty Goosmann. In den Sommermonaten lebte die Familie im Haus Lesmona, das Hermann Melchers, der Bruder ihres Vaters, in St. Magnus erworben hatte. Dort verliebte sich Magda in den Deutsch-Engländer Gustav Rösing und führte mit ihrer Cousine Bertha Schellhass (1875–1896), mit der sie eine enge Freundschaft verband, von 1893 bis 1896 einen umfangreichen Briefwechsel über diese Beziehung, die von der Familie Melchers abgelehnt wurde.
Pauli heiratete 1896 den Kunsthistoriker Gustav Pauli, den späteren Museumsdirektor der Kunsthalle Bremen und Hamburg, der 1933 in Hamburg aus politischen Gründen entlassen wurde und 1938 in München starb. Der Ehe entstammten vier Kinder: Das erste Kind war der Kunsthistoriker und Kunsthändler Alfred Pauli (1896–1938). Eine Tochter starb 1898 gleich nach der Geburt. Die Tochter Liselotte (1902–1931) beging wegen einer Beinamputation nach einem Verkehrsunfall Selbstmord ebenso wie der Sohn Alfred, in der Folge eines 1938 in Hamburg gegen ihn eröffneten Ermittlungsverfahrens wegen angeblicher „homosexueller Bündelei“. Zu seinem Gedenken gab sie 1938 das Buch „In memoriam Alfred Pauli“ mit 16 Gedichten von ihm heraus. Der jüngste Sohn, der Kaufmann und Oberleutnant Carl Theodor (1914–1944), wurde im Zweiten Weltkrieg am 24. Dezember 1944 als Flieger abgeschossen und gilt seitdem als vermisst.
Das Paulische Familiengrab befindet sich auf dem Riensberger Friedhof in Bremen-Schwachhausen (T 0631A).

## Sommer in Lesmona
Der Hamburger Notar und spätere Kultursenator Hans Harder Biermann-Ratjen veranlasste Magda Pauli, den Briefwechsel von 1893 bis 1896 über ihre Liebe zu Gustav Rösing zu veröffentlichen. Unter dem Pseudonym Marga Berck erschien die Geschichte einer unerfüllten Liebe in Form eines Briefromans 1951 unter dem Titel Sommer in Lesmona im Christian Wegner Verlag und wurde ein großer Erfolg. Dieses Buch wurde 1985 unter der Regie von Peter Beauvais mit Katja Riemann in der Hauptrolle von Radio Bremen verfilmt.
Die Ereignisse aus Sommer in Lesmona spielen in St. Magnus. Seit 1994 findet unter dem Titel „Sommer in Lesmona“ im dortigen Knoops Park ein Open-Air-Konzert der Deutschen Kammerphilharmonie Bremen statt, zu dem ein Picknick und die Filmvorführung am Abend gehören.

## Ehrungen
2001 wurde unterhalb der Villa Lesmona im Knoops Park in St. Magnus das Magdalene-Pauli-Denkmal (auch Magdalene-Melchers-Denkmal genannt) errichtet, die Einweihung erfolgte am 19. Mai 2001. Stifter war der Förderverein Knoops Park. Das Denkmal besteht aus einer Bronzebüste auf einem Natursteinsockel und wurde von dem Bildhauer Claus Homfeld gestaltet.

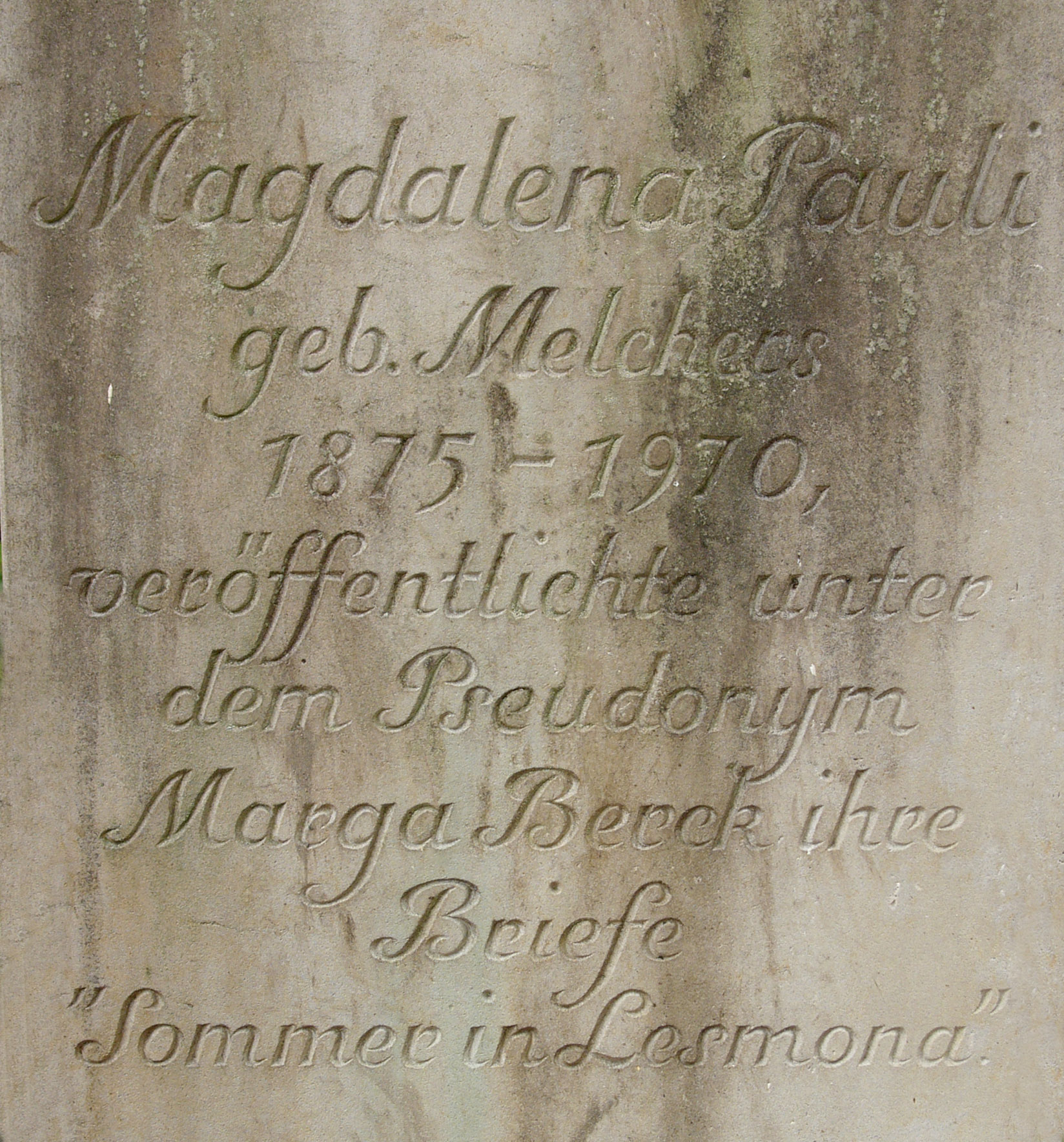
Inschrift auf dem Denkmal

Die Büste von Magdalene Pauli hält ein Liedblatt in Händen, auf dem der Text des Liedes Daisy, Daisy wiedergegeben ist. Der Natursteinsockel ist mit folgender Inschrift versehen:

## Werke
- Sommer in Lesmona. ISBN 3-7844-2714-6.
- Aus meiner Kinderzeit. Bremer Erinnerungen 1881-1891. Carl Schünemann Verlag, Bremen 1979, ISBN 3-7961-1714-7.
- Die goldene Wolke. ISBN 3-7961-1690-6.
- Alfred Pauli: In memoriam Alfred Pauli. 16 Gedichte. Alfred Pauli, Rudolf Alexander Schröder. Auswahl: Magdalene Pauli (Pseudonym: Marga Berck). Buchdruckerei Heinrich Aschoff; Bremen 1938.